# Jeff Foxworthy
Jeff Foxworthy est un acteur, scénariste et producteur américain né le 6 septembre 1958 à Atlanta, Géorgie (États-Unis).

## Filmographie

### comme acteur
- 1993 : Banner Times (TV) : Jeff
- 2004 : Blue Collar TV (série télévisée) : Various Characters
- 2005 : Zig Zag, l'étalon zébré (Racing Stripes) : Reggie (voix)
- Depuis 2007  : Are You Smarter Than a 5th Grader? (série télévisée) : présentateur

### comme scénariste
- 1998 : Jeff Foxworthy: Totally Committed (TV)
- 2003 : Blue Collar Comedy Tour: The Movie
- 2004 : Blue Collar Comedy Tour Rides Again (TV)

### comme producteur
- 2004 : Blue Collar TV (série télévisée)